# Pelham (Ontario)

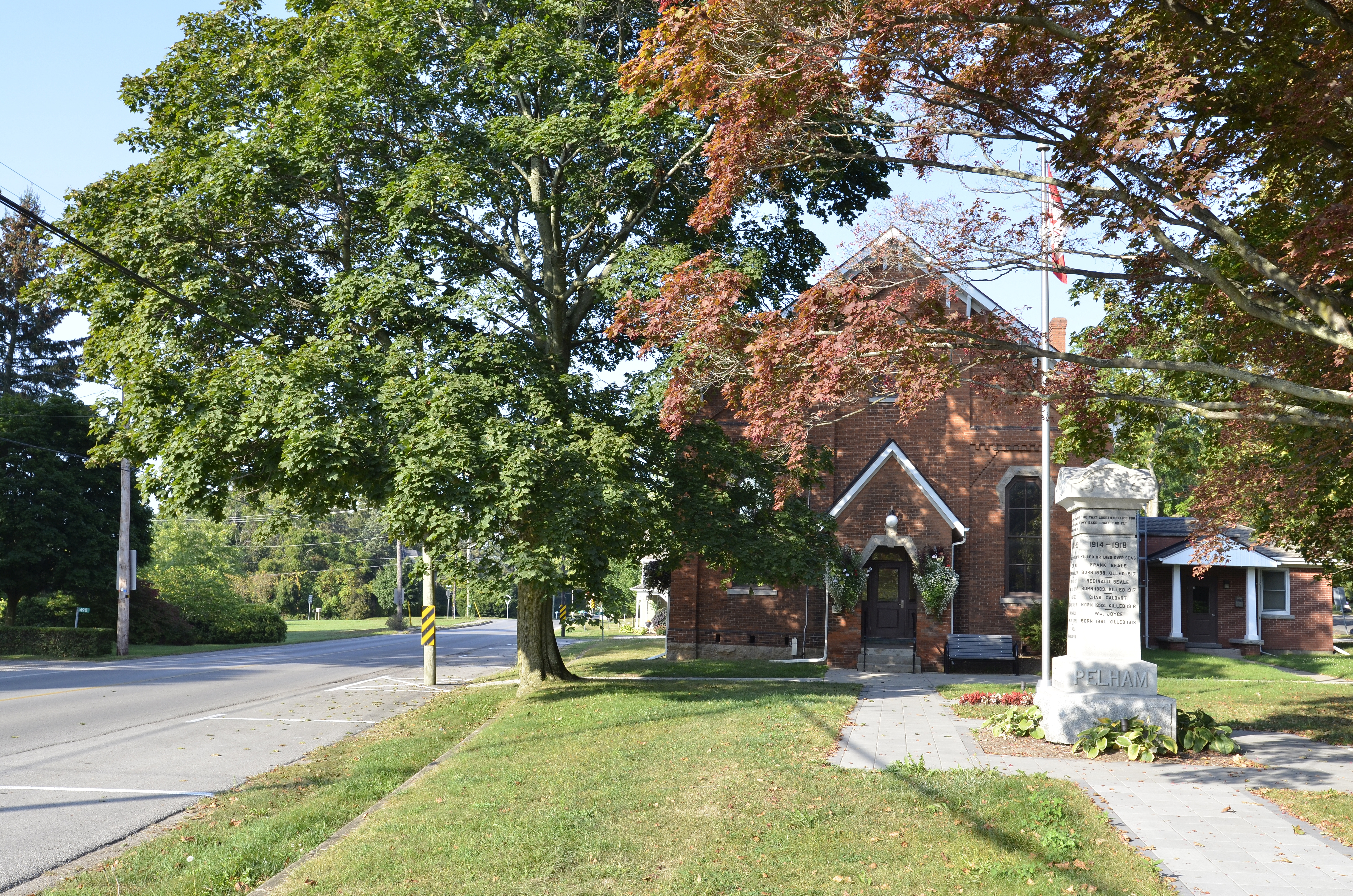
Ayuntamiento, en el centro de Pelham (Ontario).

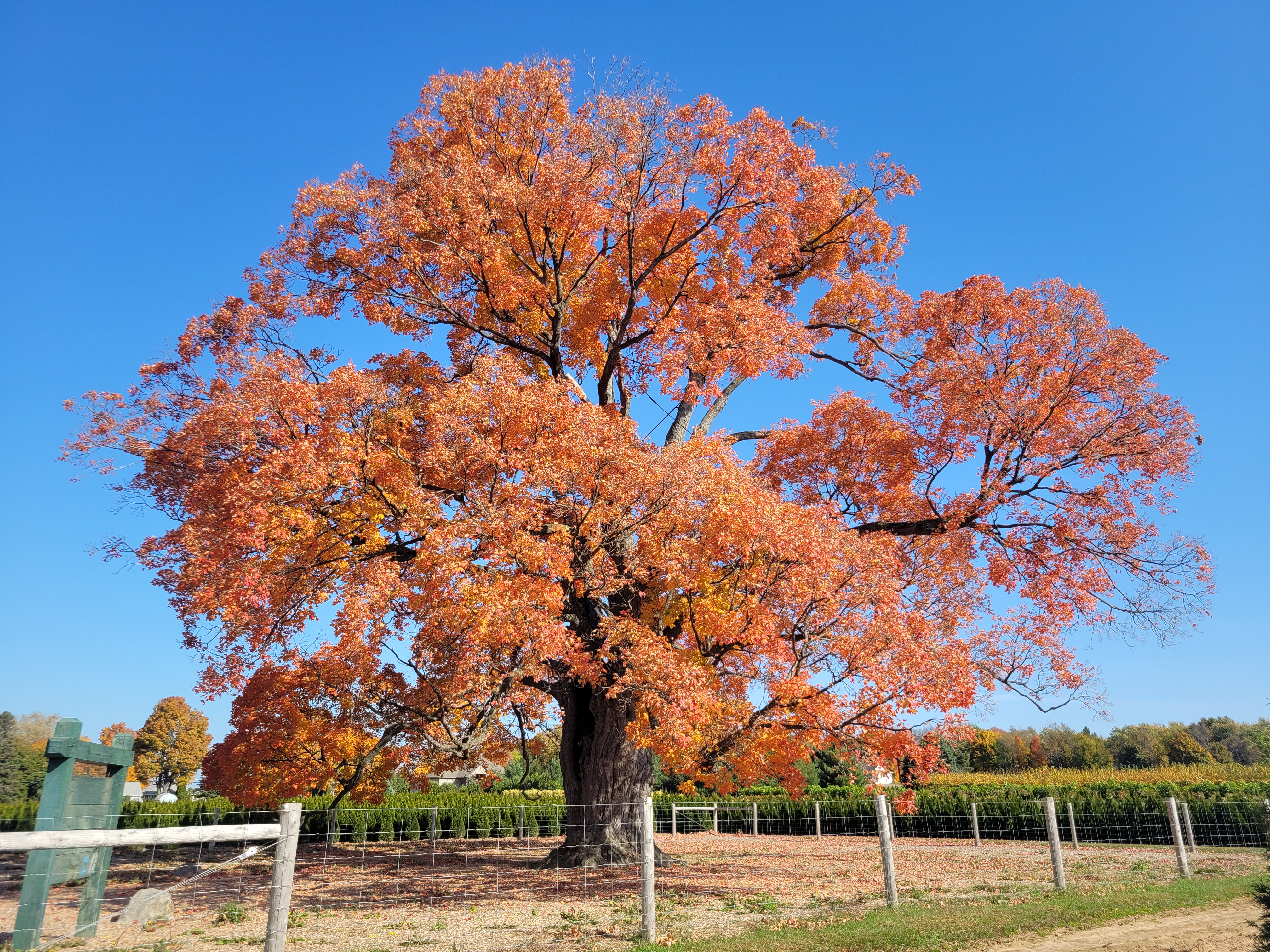
Acer saccharum, Pelham (Ontario)

La Ciudad de Pelham (17,110 habitantes en 2016) está situada en el centro de la Municipalidad Regional de Niágara, en Ontario, Canadá. El límite sur de la población lo forma el río Welland, una serpenteante vía fluvial que desemboca en el río Niágara. Al oeste se encuentra el municipio de West Lincoln, al este la ciudad de Welland, y al norte la ciudad de St Catharines. Al norte de Pelham se encuentran las pintorescas colinas (Short Hills). Dos importantes arroyos nacen en Pelham; Coyle Creek, que fluye hacia el sur hasta el río Welland, y Twelve Mile creek, una corriente estacional que fluye hacia el norte del lago Ontario.

## Historia
Originalmente, el municipio de Pelham fue parte del Condado de Lincoln desde 1780. Su nombre le fue dado por John Graves Simcoe en la década de 1790. Simcoe dio los nombres de los Municipios de Niágara, que fueron creados para proporcionar tierras para los refugiados Unionistas, disolvió las tropas de la ex rangers y otros después de la derrota Británica en la Guerra de la independencia, terminada hacia 1783. Al principio, los municipios sólo estaban numerados y no tenían nombre. La política de Simcoe era adoptar nombres de municipios de Inglaterra, aunque en este caso puede que eligiera el apellido de una importante familia de colonos.
En 1970, el Gobierno unificó en la ciudad de Pelham cinco comunidades históricas: Fonthill, Ridgeville, Effingham, North Pelham y Fenwick en una única ciudad que cubre 126.42 km². Esta integración obedecía a la búsqueda de una agricultura más eficiente y a la creciente comercialización de los productos.

## Lugares de interés
El llamado Comfort Maple es el más antiguo de Canadá, sobreviviente de Azúcar de Arce, árbol, de unos 500 años de edad. Llamado así después de que la familia Comfort escriturara la zona del árbol, en North Pelham.
Short Hills Provincial Park, situado a lo largo de la frontera norte de Pelham, es una reserva de fauna de 6.6 kilómetros cuadrados. Una vez consistió en un valle lleno de depósitos sedimentarios y glacial hasta, hasta las Twelve Mile Creek cortado en rodajas, formando el "Short Hills." Además, existe también la zona denominada St. John's Conservation, que tiene un estanque de peces y una serie de senderos.
Pelham es una buena ubicación para los golfistas, tener un constante crecimiento del número de campos de golf. El más antiguo de la ciudad supuesto, Mirador del Golf y Country Club, fue fundado en 1922 por un grupo de Welland empresarios. (Su nombre ha sido acortado a Lookout Point Country Club.)

## Demografía
Según el Censo de Canadá de 2016:
- Población: 17 110 habitantes
- Porcentaje de Cambio (2011-2016): + 3.1 %
- Viviendas: 6596
- Área: 126.43 km²
- Densidad de población: 135.3hab./km²

## Deportes y recreación

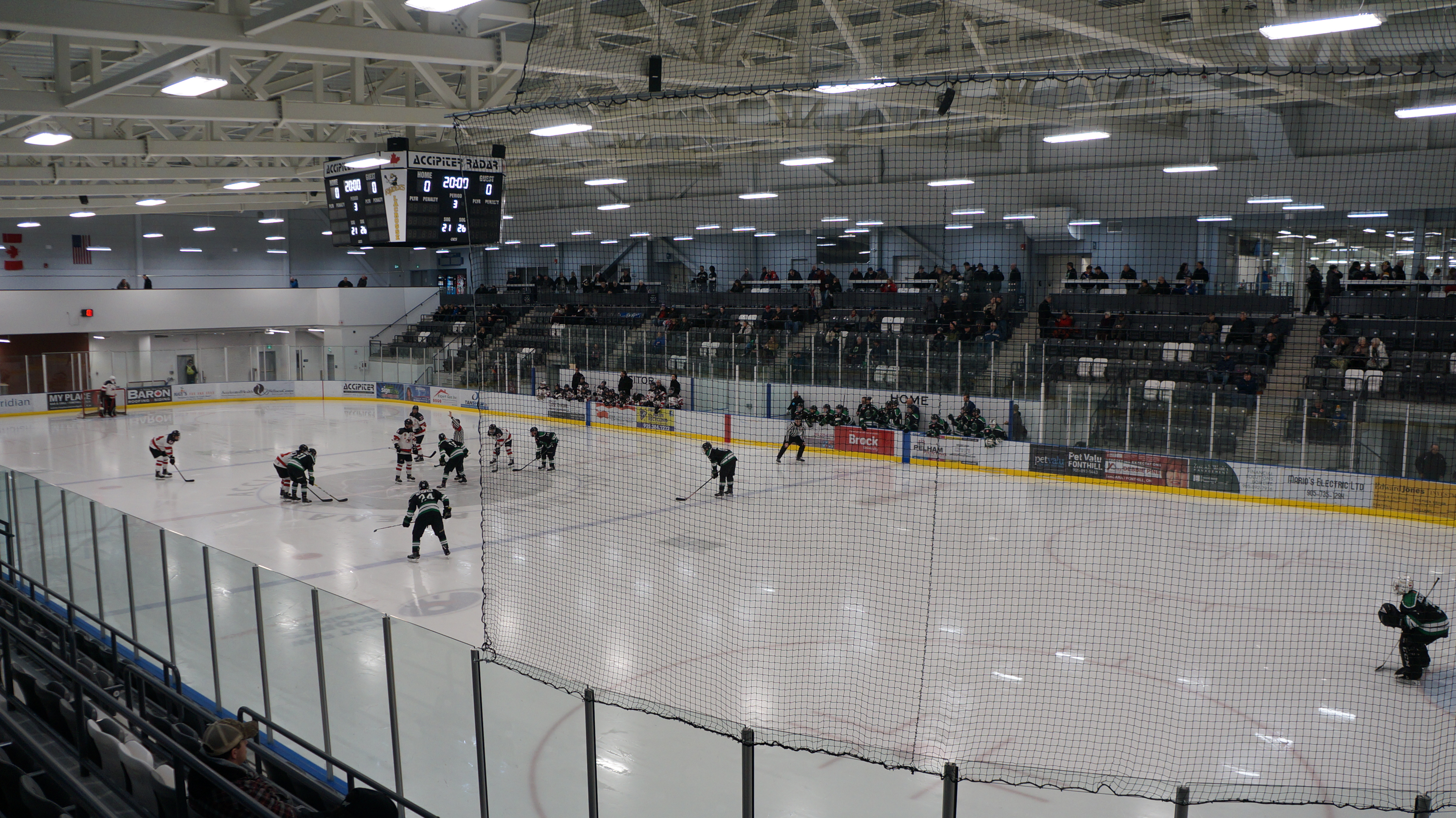
Merdian Centro de la Comunidad - Pelham, EN

Pelham deportes incluyen:
- Pelham Panteras
- Pelham Menor De La Asociación De Hockey
- Pelham Menores De La Asociación De Béisbol
- Pelham Club De Fútbol
- Pelham Asociación De Baloncesto
- Lookout Point Country Club (campo de golf)
- Península Lakes Golf Club

http://www.rotarycluboffonthill.ca/
http://fabulousfenwicklions.org
http://www.fonthillkinsmen.ca/
http://www.fonthillkinettes.com Archivado el 7 de marzo de 2021 en Wayback Machine.
http://www.fonthilllions.ca/

## El clima
La ciudad tiene un cálido verano de clima continental húmedo (Köppen: Dfb), debido a la ausencia de un UHI al calor como en las ciudades de latitudes igual o más al norte como Hamilton o las Cataratas del Niágara (en el Dfa de la zona), pero se acercan a esta clase climática
| Parámetros climáticos promedio de Ridgeville, elevation: 258,3 yd, 1981-2010 normals, extremes 1950-2006 | Parámetros climáticos promedio de Ridgeville, elevation: 258,3 yd, 1981-2010 normals, extremes 1950-2006 | Parámetros climáticos promedio de Ridgeville, elevation: 258,3 yd, 1981-2010 normals, extremes 1950-2006 | Parámetros climáticos promedio de Ridgeville, elevation: 258,3 yd, 1981-2010 normals, extremes 1950-2006 | Parámetros climáticos promedio de Ridgeville, elevation: 258,3 yd, 1981-2010 normals, extremes 1950-2006 | Parámetros climáticos promedio de Ridgeville, elevation: 258,3 yd, 1981-2010 normals, extremes 1950-2006 | Parámetros climáticos promedio de Ridgeville, elevation: 258,3 yd, 1981-2010 normals, extremes 1950-2006 | Parámetros climáticos promedio de Ridgeville, elevation: 258,3 yd, 1981-2010 normals, extremes 1950-2006 | Parámetros climáticos promedio de Ridgeville, elevation: 258,3 yd, 1981-2010 normals, extremes 1950-2006 | Parámetros climáticos promedio de Ridgeville, elevation: 258,3 yd, 1981-2010 normals, extremes 1950-2006 | Parámetros climáticos promedio de Ridgeville, elevation: 258,3 yd, 1981-2010 normals, extremes 1950-2006 | Parámetros climáticos promedio de Ridgeville, elevation: 258,3 yd, 1981-2010 normals, extremes 1950-2006 | Parámetros climáticos promedio de Ridgeville, elevation: 258,3 yd, 1981-2010 normals, extremes 1950-2006 | Parámetros climáticos promedio de Ridgeville, elevation: 258,3 yd, 1981-2010 normals, extremes 1950-2006 |
| Mes | Ene. | Feb. | Mar. | Abr. | May. | Jun. | Jul. | Ago. | Sep. | Oct. | Nov. | Dic. | Anual |
| --- | --- | --- | --- | --- | --- | --- | --- | --- | --- | --- | --- | --- | --- |
| Temp. máx. abs. (°C)                                                                                     | 17.0 | 19.5 | 26.0 | 32.0 | 33.0 | 33.0 | 35.5 | 35.0 | 33.9 | 29.4 | 25.0 | 20.0 | ' |
| Temp. máx. media (°C)                                                                                    | -1.3 | 0.0 | 4.5 | 11.8 | 18.5 | 23.4 | 26.0 | 25.0 | 20.9 | 14.1 | 7.8 | 1.7 | 12.7 |
| Temp. media (°C)                                                                                         | -4.4 | -3.3 | 0.7 | 7.3 | 13.6 | 18.9 | 21.7 | 20.9 | 16.9 | 10.5 | 4.7 | -1.2 | 8.9 |
| Temp. mín. media (°C)                                                                                    | -7.5 | -6.7 | -3.1 | 2.7 | 8.6 | 14.3 | 17.4 | 16.7 | 12.9 | 6.9 | 1.6 | -4.0 | 5 |
| Temp. mín. abs. (°C)                                                                                     | -25.5 | -24.4 | -21.0 | -11.7 | -3.5 | 2.8 | 5.0 | 5.0 | 1.1 | -3.9 | -12.2 | -26.0 | ' |
| Precipitación total (mm)                                                                                 | 67.1 | 53.6 | 64.2 | 77.7 | 89.2 | 84.7 | 83.6 | 77.6 | 92.6 | 86.3 | 90.7 | 78.9 | 946.2 |
| Lluvias (mm)                                                                                             | 32.7 | 30.9 | 45.2 | 72.3 | 88.7 | 84.7 | 83.6 | 77.6 | 92.6 | 86.1 | 80.7 | 53.6 | 828.7 |
| Nevadas (cm)                                                                                             | 34.3 | 24.0 | 19.0 | 5.4 | 0.5 | 0.0 | 0.0 | 0.0 | 0.0 | 0.2 | 6.6 | 25.3 | 115.3 |
| Días de precipitaciones (≥ 0.2 mm)                                                                       | 11.6 | 8.4 | 10.1 | 11.6 | 12.0 | 10.5 | 9.9 | 9.4 | 9.9 | 11.4 | 11.7 | 11.7 | 128.2 |
| Días de lluvias (≥ 0.2 mm)                                                                               | 5.2 | 4.1 | 7.4 | 10.9 | 12.0 | 10.5 | 9.9 | 9.4 | 9.9 | 11.4 | 10.4 | 7.4 | 108.5 |
| Días de nevadas (≥ 0.2 cm)                                                                               | 6.8 | 4.8 | 3.4 | 1.2 | 0.08 | 0.0 | 0.0 | 0.0 | 0.0 | 0.04 | 1.6 | 5.4 | 23.3 |
| Fuente: Environment Canada                                                                               | | | | | | | | | | | | | |

## Comunidades
- Effingham
- Fenwick
- Fonthill
- El Norte De Pelham
- Pelham Centro
- Pelham Esquinas
- Ridgeville